# Tarkus
Tarkus ist das zweite Studioalbum der britischen Progressive-Rock-Band Emerson, Lake and Palmer. Es erschien 1971 und stellte ihren endgültigen Durchbruch zu einer der erfolgreichsten Gruppen der 70er-Jahre dar. Der durch die Coverart illustrierte Titel Tarkus nimmt die gesamte A-Seite ein. Er gilt als „eine der frühesten und einflussreichsten Rocksuiten“ und verarbeitet teilweise Elemente und Einflüsse des Jazz sowie klassischer Musik des 20. Jahrhunderts. Die B-Seite enthält sechs kürzere, stilistisch eher uneinheitliche Einzeltitel.

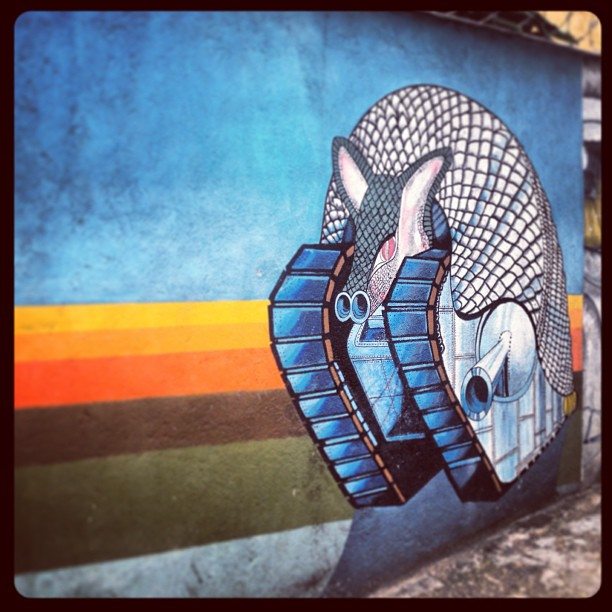
Graffito mit dem Motiv des Plattencovers von Tarkus in São Paulo

## Cover und Titel
Tarkus bezeichnet ein fiktives Wesen, das halb Panzer und halb Gürteltier ist und auf dem Cover des Albums dargestellt ist. Das Coverart wurde vom britischen Künstler William Neal entworfen, der auch das Coverartwork für das darauffolgende Album Pictures at an Exhibition gestaltet hat. Zunächst präsentierte er der Band eine Reihe anderer Entwürfe, wie einen mit Pianotasten bestückten Patronengurt, die die Band jedoch verwarfen.
Der Titel ist ein Kofferwort aus Tartaros, dem personifizierten Teil der Unterwelt in der griechischen Mythologie, und Carcass, dem englischen Begriff für Tierkadaver. Der Albumtitel ist in perspektivischer Verzerrung in elefantenstoßzahnähnlichen Schriftzeichen unter einem Tierskelett links im Hintergrund des Motivs platziert.
Auf der Innenseite der LP wird die Geschichte des Tarkus dargestellt. In Bild eins schlüpft Tarkus neben einem ausbrechenden Vulkan aus dem Ei. In den folgenden Zeichnungen wird er nacheinander mit drei hybriden Phantasiewesen, die eine Kreuzung aus Tieren und Maschinen darstellen, konfrontiert, die er zerstört. Dabei korrespondieren nach Edward Macan Bild eins mit Eruption und Bild 2-7 mit Stones of Years, Iconoclast und Mass. Das etwas größere Bild 8, das einen Mantikor zeigt, entspricht dem gleichnamigen Titel. Die Bilder 9 und 10, die zu Battlefield gehören, zeigen den Kampf von Tarkus und Mantikor, während das letzte, mit Aquatarkus korrespondierende Bild die in einem Fluss treibende Leiche von Tarkus zeigt.

## A-Seite
Laut Keith Emerson wurde die Suite Tarkus in nur sechs Tagen geschrieben. Das zwanzigminütige Stück ist in sieben ohne Pause ineinander übergehende, aber musikalisch und auf dem Cover deutlich als solche abgegrenzte Teile untergliedert. Diese heißen Eruption, Stones of Years, Iconoclast, Mass, Manticore, Battlefield und Aquatarkus. Tarkus ist eine der „frühesten und einflussreichsten sowie musikalisch radikalsten Rocksuiten des Progressive-Rock“ und löste nach Meinung einiger Rockkritiker ein, „was Keith Emerson mit The Five Bridges-Suite der Nice versprochen hatte.“ Es wechseln rein instrumentale Teile (1, 3, 5, 7) mit Abschnitten, die Gesang beinhalten (2, 4, 6).
Das Stück kann auch als „drei Einzeltitel mit einem Präludium und einem angehängten Postludium“ interpretiert werden. Die instrumentalen Teile (1, 3 und 5) sind durch hektische Ostinati, Aggressivität und einen häufigen Taktwechsel unter Bevorzugung ungerader Taktarten gekennzeichnet. So wechselt der Untertitel Eruption innerhalb von nur 20 Takten vom 10/8- zum 3/4-, wieder zum 10/8- und schließlich zum 4/4-Takt. Die vokalen Teile (2, 4 und 6) sind dagegen im Rockkontext konventioneller gehalten. Sie stehen durchwegs im „üblichen“ 4/4-Takt, sind in langsameren Tempi gehalten und eher akkordisch geprägt.

Ostinato, Quarten und Sekunden sowie Taktwechsel aus dem Anfang von Eruption

Ein sich sukzessive auf den Tönen F – G – Bb – Ab – C – D sphärisch aufbauender Cluster des Synthesizers (Hörbeispielⓘ) eröffnet und schließt den Titel. Eruption basiert fast ausschließlich auf rhythmischen Elementen und Ostinati. Eine eigenständige Melodielinie ist kaum festzustellen. Neben der Quarte ist vor allem das meist in der Oberstimme sich reibende Intervall der Sekunde prägend. Basis ist ein auf Quarten aufbauendes Modell im 5/4-Takt, das öfters durch Figuren im 3/4-, 4/4- und 7/8-Takt unterbrochen wird. Dabei stellen die ersten sieben Töne des Ostinatos die vierfache Quartschichtung F-Bb-Eb-Ab dar, während die letzten drei Töne E-B-F# die um einen Halbton erhöhten ersten drei Töne sind. Die Oberstimme verwendet die Töne der c-moll-Bluestonleiter. Dies wird im 3/4-Abschnitt mit der Akkordfolge A-D-G-C-Dur mit tiefalterierter Quinte fortgesetzt. Die häufigen Wechsel des Metrums sowie Teile, in denen das Schlagzeug pausiert, bieten Palmer reichlich Gelegenheit für Breaks und ein relativ freies Schlagzeugspiel. Dabei ist Greg Lake trotz der häufig auch im Bass laufenden Keyboardläufe durchaus zu davon unabhängigen, mitunter funky wirkenden Bassfiguren fähig (Hörbeispielⓘ).

Anfang des Orgelsolos aus Stones of Years (ohne Schlagzeug)

Stones of Years fährt das schnelle Tempo von Eruption (circa 230 Beats per minute) deutlich herunter. Obwohl es über eine einprägsame Melodie verfügt (Hörbeispielⓘ), ist es harmonisch eher an komplexere Vorbilder aus der Jazzmusik mit großen und kleinen, zusätzlich alterierten Septakkorden angelehnt. Zwei vokale Teile umgeben einen instrumentalen Abschnitt, in dem Emerson ein perkussives an Jimmy Smith und später an klassische Musik erinnerndes Solo präsentiert.
Edward Macan interpretiert den Text mit Stellen wie:
„Haben die Tage dich so unklug gemacht? […] Wie kannst du wissen, wo Sie gewesen sind? Rechtzeitig werden Sie das Zeichen sehen und Ihre Sünde begreifen. Werden Sie wissen, wie der Samen gesät wird? Ihre ganze Zeit ist überfällig, …“
als „Darstellung des unwiederbringlichen Verlustes überlieferter kultureller Werte“.
Der Titel Iconoclast (Ikonoklasmus) stellt eine verkürzte, leicht gewandelte Reprise von Eruption dar. Bitonalität und motorische Rhythmen erzeugen dabei eine „metallische, maschinenähnliche Wirkung“, die nach Macan „die Zerstörung der Möglichkeit von Individualität und unabhängigem Denkens ausdrücke.“ Palmers Schlagzeugspiel wirkt dabei fast noch aggressiver, dabei aber ebenso abwechslungsreich, (Hörbeispielⓘ) als in Eruption.

Riff aus Mass

Mass ist stark an den Hard Rock der Siebziger-Jahre angelehnt. Er ist der erste Teil von Tarkus, in dem die E-Gitarre (hier mit gemeinsam mit dem Synthesizer gespielten Riffs) wesentlich in Erscheinung tritt. Palmers Schlagzeugspiel ist stilistisch angepasst relativ „straight und trocken“. Ähnlich wie in Stones of Years wird ein Solopart von Emerson von zwei vokalen Parts umrahmt. Dabei ist Emersons Solo noch perkussiver und dialogischer auf Palmers Schlagzeugspiel – der Emersons rhythmische Figuren aufgreift (oder umgekehrt) – ausgerichtet, als in Stones of Years. Der Text von Mass (Messe) enthält viele, vornehmlich negativ konnotierte, religiöse Bezüge, wie z. B.:
„Der Pilger schneite herein, begeht jede ihm mögliche Sünde. […] Ein Bischof läutet eine Glocke, ein Mantel von Dunkelheit fiel still über den Ort.“
Nach Macan zeigt dies, dass auch die Religion den durch Tarkus repräsentierten Tendenzen nicht widerstehen könne.

Ausschnitte aus Manticore

Manticore (Mantikor) beruht wie alle anderen instrumentalen Titel auf einer durchgehend ostinaten Figur. Diese ist hier im 9/8-Takt mit Triolenstruktur gehalten und wird wiederholt durch Soloeinwürfe der Orgel unterbrochen. So kann die folgende zweitaktige Achtelfigur durchaus (wobei auch andere Deutungen möglich sind) als bitonales Miteinander von linker und rechter Hand gesehen werden. Im Gegensatz dazu stehen die Soloeinwürfe der Orgel zu Anfang in klaren, fanfarenmäßigen Dreiklangsbrechungen. Ein mit viel Nachhall verfremdetes Schlagzeug-Break leitet dann zu Battlefield über.

Anfang aus Battlefield

Battlefield (deutsch: Schlachtfeld) ist eine durch klare Dreiklangsharmonik der Orgel bestimmte Heavyrockballade, die eines der seltenen – an David Gilmour erinnernden – langsamen E-Gitarren-Soli von Greg Lake enthält. Textlich stellt er einen Antikriegssong dar:
„Säubere das Schlachtfeld und lass mich den ganzen Profit unseres Sieges sehen. Du sprichst von Freiheit, während arme Kinder verhungern. Bist du taub für den Ruf der Jahreszeiten?“

Vergleich der rhythmischen Gestaltungen am Ende von Mars, the Bringer of War (Mars und Aquatarkus)

Der Anfang von Aquatarkus beruht auf einer harmonisch herkömmlichen, durch „Reibungsdissonanzen“ in kleinen und großen Sekunden verschärften Akkordfolge. Der Titel stellt durch einen gleichmäßig auf jeder Taktzählzeit vollführten Snaredrumschlag, zu dem später Wirbel aus der Militärmusik treten, (Hörbeispielⓘ) sowie einen, den bis dato dominierenden Hammondorgel-Sound ablösenden „quakig wirkenden“ Synthesizersound, einen mechanisch-monoton wirkenden Kontrast zu dem eher emotional gehaltenen Battlefield dar. In den abseits von herkömmlicher Funktionsharmonik verschobenen, bei Aquatarkus zusätzlich mit Sekunden angereicherten Harmonik, (Hörbeispiel: Holst → ELPⓘ) der Dominanz des Rhythmus sowie der ähnlichen rhythmischen Gestaltung des Schlussabschnitts bestehen auffallende Ähnlichkeiten zu Mars, The Bringer of War von Gustav Holst. Eine einminütige Wiederholung des Anfangs (Eruption) beendet dann den Zyklus. Der erste Teil stellt nach Macan einen Trauermarsch für Tarkus dar, wobei die immerwährende Gefahr einer Rückkehr der durch ihn symbolisierten Gefahren, durch die musikalische Wiederholung des „Geburtstitels“ Eruption angedeutet werde.

### Stellung im Gesamtwerk
Der Titel Tarkus wirkt strukturell und in seiner Bevorzugung der Hammond-Orgel weit geschlossener und im Zusammenspiel der Band kompakter als das Vorgängeralbum, das eher solistisch orientiert war und abwechselnd mit Klavier, Kirchenorgel der St. Mark’s Church, Hammondorgel und Synthesizern arbeitete sowie sich auch stilistisch sehr vielfältig darstellte und viele klassische Komponisten zitierte. Auf späteren Alben der Band (Pictures at an Exhibition, Trilogy, Brain Salad Surgery usw.) wurde der Synthesizer im Wechsel mit der Hammond-Orgel weitaus intensiver eingesetzt. Im Titel Tarkus bringt er (außer auf Aquatarkus) meist nur kurze fanfarenmäßige Motive, Bass- bzw. Ostinativerdoppelungen und vereinzelte Reizeffekte in der Höhe und Tiefe. Klavier, Kirchenorgel und Synthesizer kommen verstärkt auf der stilistisch eher uneinheitlichen B-Seite zur Geltung.

### Zeitgenössischer Vergleich
Der zyklische Zusammenhang wird beim Titel Tarkus – im Gegensatz zu Close to the Edge von Yes – weniger durch thematische Weiterverarbeitung musikalischer Gedanken nach dem Sonatenprinzip noch durch Aneinanderreihung und Variation wie bei Genesis, sondern durch rhythmische, harmonische und instrumentierungsmäßige Gegensätze und Beziehungen hergestellt. Deshalb wirkt der Titel Tarkus organischer und weniger patchworkmäßig zusammengesetzt als manch andere langen Titel aus dieser Zeit.

### Einflüsse
Emerson komponierte den Titel Tarkus während ELPs Europatournee. Einfluss hatte dabei die von ihm kurz zuvor entdeckte Musik von Alberto Ginastera und Béla Bartók, die auch ansonsten bedeutend für die Band waren: Auf dem ersten ELP-Album ist eine Bearbeitung von Bartóks Allegro barbaro enthalten und vier Jahre später bearbeitete die Band auf Brain Salad Surgery im Titel Toccata den 4. Satz aus Ginasteras erstem Klavierkonzert. Emerson wollte dabei diverse musikalische Elemente wie perkussive und neue Keyboardsounds, Bitonalität sowie prägnante Rhythmen einsetzen. Quartenharmonik und Bitonalität spielt im Titel eine wichtige Rolle. 

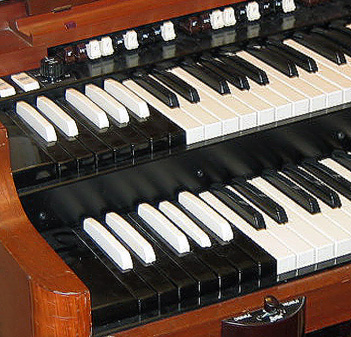
Die B3 – Hauptinstrument auf Tarkus

„Ich hörte Ginasteras Werke zuerst 1969. Während der Komposition von Tarkus 1971 war Ginasteras Einfluss bis zu so einem Punkt durchdringend, dass ich ähnliche Klänge unter Verwendung unkonventioneller Instrumente wie dem erfolgreich getesteten Moog modular system schaffen wollte … Trotzdem holte ich die Zustimmung Ginasteras ein.“ (Emerson)
So erinnert, obwohl es nicht belegt ist, ob Emerson das Werk kannte oder von ihm beeinflusst wurde, der zweite Satz aus Ginasteras erster Klaviersonate von 1951 (Hörbeispielⓘ) mit seinen motorischen Ostinati und in der rechten Hand dagegen gesetzten Dreiklängen stark an Titel wie Eruption, Iconoclast oder Manticore. Die von Bartók zeitweilig favorisierten Sekund- und Quartintervalle sind in Titeln wie Eruption, Aquatarkus oder Infinite Space in Melodie wie Begleitung anzutreffen.
Edward Macan hat auf einige Ähnlichkeiten zwischen Gustav Holsts Suite The Planets und Tarkus hingewiesen. Wie The Planets ist Tarkus siebenteilig und beginnt mit einem furiosen „Eruption“ im 5/4-Takt (Mars, the Bringer of War). Noch stärker seien die Ähnlichkeiten zwischen Mars, the Bringer of War und dem Schlusstitel Aquatarkus.
Die Häufigkeit ungerader Taktarten geht nach Emerson auf einen Wunsch Palmers zurück.
„Ich bin mir bewusst, was Carl und Greg tun möchten, und im Fall von Tarkus war Carl stark an verschiedenen Metren interessiert. Er sagte mir, er wolle gerne etwas im 5/4-Rhythmus machen, so dass ich versprach, es im Gedächtnis zu behalten und begann damit, von daher Tarkus zu schreiben. Greg war sich von Anfang an diesbezüglich nicht zu sicher. Es war zu verrückt. Aber er stimmte zu, es zu versuchen, und liebte es nachher.“ (Emerson)
Einen Einfluss auf Emerson stellten auch die mit dem Dave-Brubeck-Quartett in den 50er Jahren beliebt gewordenen ungeraden Metren dar.
Das Album wurde unter dem Toningenieur Eddie Offord, der später auch durch die Arbeit mit Yes bekannt wurde, innerhalb einer Woche in den Advision Studios in London aufgenommen.

### Versionen
Der Titel Tarkus war über drei Jahrzehnte lang meist wesentlicher Bestandteil von Konzerten der Band. Er ist auf dem Livealbum Welcome Back My Friends to the Show That Never Ends von 1974 sowie in verkürzten Versionen auf Live at the Royal Albert Hall von 1992 sowie Live in Poland aus dem Jahr 1997 zu hören. Auch die Nachfolgebands der Mitglieder, wie die Carl Palmer Band (auf Carl Palmer plays the Music of ELP) von 2006, oder Keith Emerson mit The Nice (auf Vivacitas: Live at Glasgow) aus dem Jahr 2002 spielen den Titel weiterhin. Von Emerson stammt eine Fassung für Klavier und Orchester. Im Jahr 2007 spielte der Dream-Theater-Keyboarder Jordan Rudess auf seiner CD The Road Home eine Coverversion von Tarkus ein. Die japanische Pianistin Aki Kuroda bot 2005 auf Tarkus Project/Pictures at an Exhibition eine von Emerson gelobte Klavierfassung.
1993 wurde das Album von Joseph M. Palmaccio digital remastert wieder aufgelegt. Auf dem Tributealbum Elp-Encores, Legends & Paradox ist eine knapp siebenminütige Version von Tarkus mit Robert Berry, Simon Phillips, James LaBrie, Derek Sherinian und Marc Bonilla enthalten. 2009 wurde Boys Club veröffentlicht, das eine mit Keith Emerson, Marc Bonilla und Glenn Hughes eingespielte Live-Version von Tarkus enthält. 2010 erschien auf CD eine von dem japanischen Komponisten Takashi Yoshimatsu erstellte Komplett-Adaption von Tarkus für großes Orchester in der Version des Tokyo Philharmonic Orchestra unter der Leitung von Sachio Fujioka. 2012 erschien auf dem Album Three Fates Project (der Keith Emerson Band in der Besetzung Emerson, Bonilla, Travis Davis, Troy Lucketta) eine zwanzigminütige, instrumentale Orchesterversion, eingespielt mit dem Münchner Rundfunkorchester.

### Konzept
Das Konzept des Titels Tarkus wird durch eine Kombination von Coverart, Texten und Musik transportiert. Dabei sind diese in ihrer Bedeutung für verschiedene Interpretationen offen. Die Bilder stammen vom damaligen Kunststudenten William Neal. Eine gewisse Wechselwirkung dieser drei Elemente wird auch von Keith Emerson in einem Interview bestätigt. Genaue Äußerungen zur Gesamtbedeutung, Interpretation und Verbindung der einzelnen Elemente seitens der Bandmitglieder sind jedoch rar. Lake meinte in einem Interview 1971:

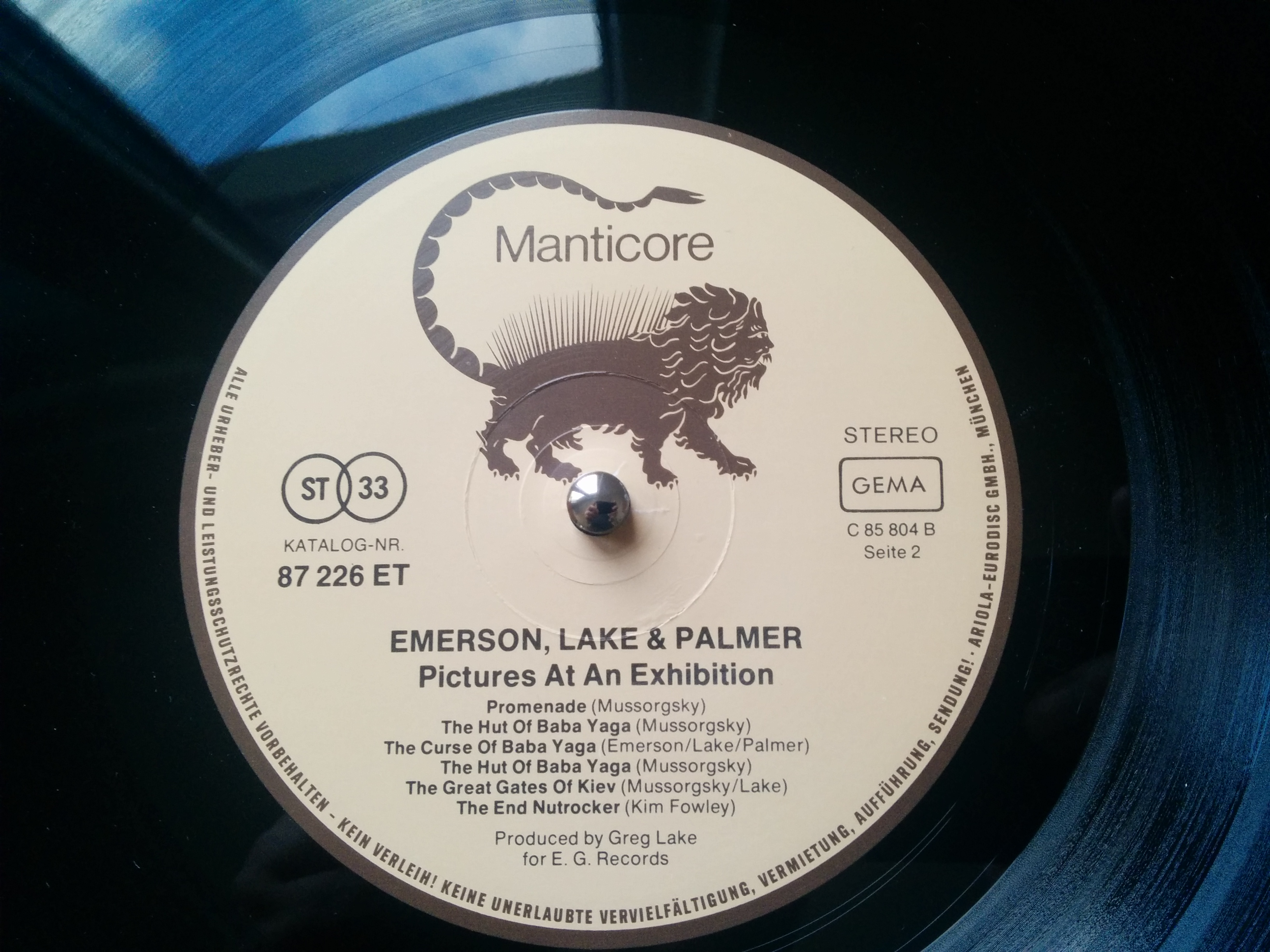
Der Mantikor – Endgegner von Tarkus

„Es geht um die Sinnlosigkeit von Konflikten. Speziell im Zusammenhang von Soldaten und Krieg. Aber das ist weiter als das. Es handelt von vergangenen Revolutionen. Wohin haben sie irgendjemanden gebracht? Nirgendwohin.“

Edward Macan interpretiert Tarkus als unkontrollierbar gewordene Technik und totalitäre Gesellschaft, die schrittweise kulturelle Traditionen und Individualität zerstört. Ein feuerspeiender Tarkus, den Emerson mittels eines tragbaren Synthesizers „bekämpfte“, war später Bestandteil der Bühnenshow von ELP.

## B-Seite
Die B-Seite stellt mit mehreren stilistisch sehr unterschiedlichen, teilweise humoristischen Einzeltiteln einen starken Kontrast zum zwanzigminütigen Tarkus der A-Seite dar. Diese heißen Jeremy Bender, Bitches Crystal, The Only Way (Hymn), Infinite Space (Conclusion), A Time and a Place und Are You Ready Eddy?

### Jeremy Bender
Jeremy Bender (Hörbeispielⓘ) ist wie die späteren ELP-Titel The Sheriff und Benny the Bouncer ein kurzer Titel mit verstimmtem Honky-Tonk-Piano, rhythmischem Händeklatschen und ironischem Text im Western/Boogiestil.

### Bitches Crystal
In Bitches Crystal (Hörbeispielⓘ) werden kurze und ruhige mit einem an eine Musikbox erinnernden Klavierklang versehene Teile durch hektische und aggressive Parts und Boogie-Woogie-Einwürfe unterbrochen. Am Anfang dominiert das Klavier. Später treten Synthesizerklänge hinzu. Lakes Gesang ist aggressiver und rauer als auf A Time and a Place.

### The Only Way (Hymn)

Gesang und Klavier aus The Only Way (Hymn)

Der Anfang von The Only Way (Hymn) beruht auf dem auf der Kirchenorgel der St. Mark’s Church, vorgetragenen Anfang von Johann Sebastian Bachs Toccata und Fuge in F-Dur (BWV 540). Daran schließt sich ein vokaler Teil über einem an barocke Fugenthemen angelehnten Riff an. 

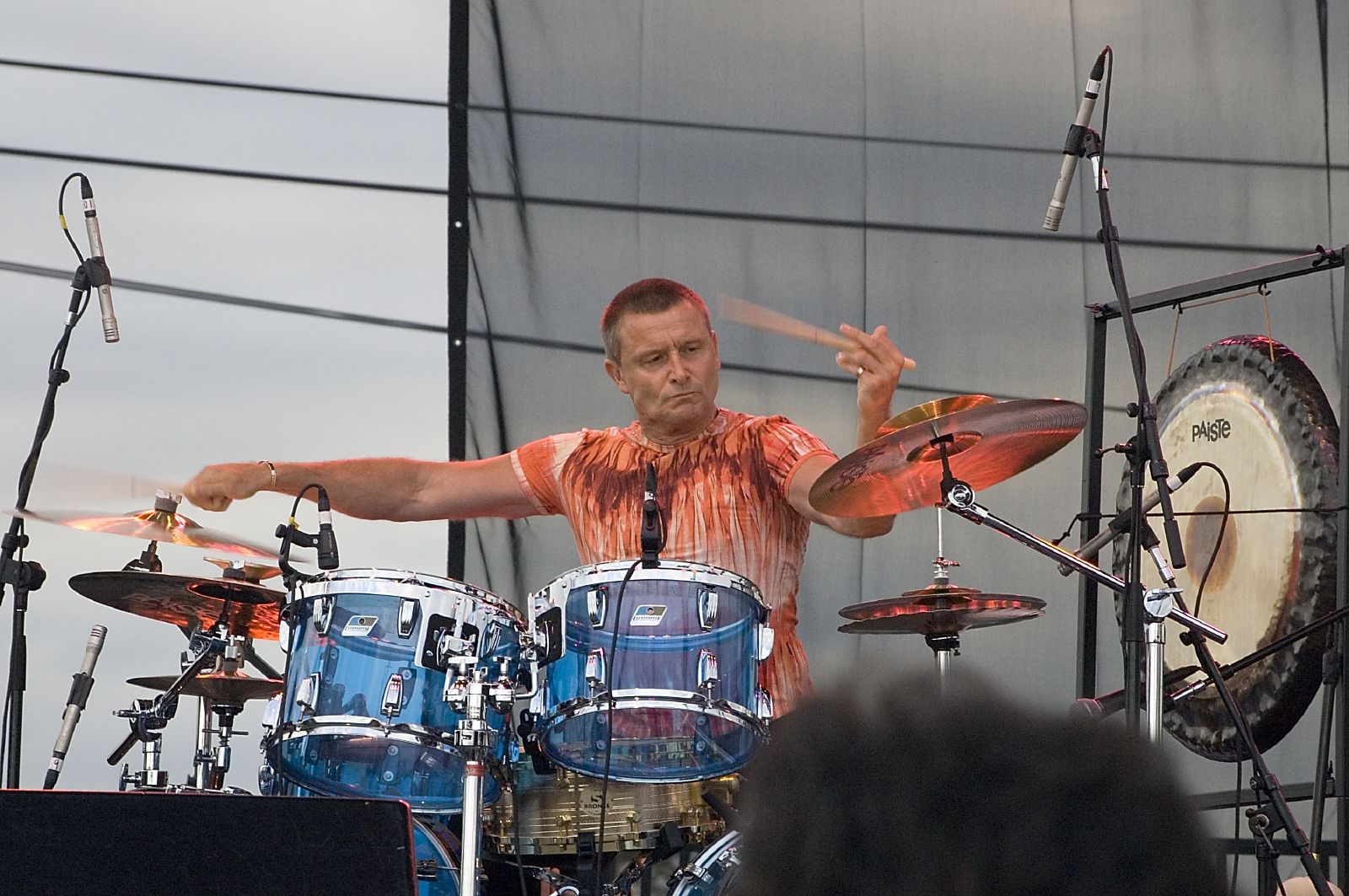
Carl Palmer im Jahr 2006

 Das im Stil des Jacques-Loussier-Trios mit Schlagzeug und einer hinzukomponierten Walking-Bass-Linie in Achteln versehene Präludium Nr. 6 d-Moll BWV 851 aus Bachs Wohltemperierten Klavier leitet zu einer von Achtel- und Sechzehntellinien des Klaviers begleiteten Wiederholung des Vokalparts über. Die eher sakrale Assoziationen weckenden musikalischen Elemente kontrastieren dabei mit einem religionskritischen, atheistischen und die Frage der Theodizee stellenden Text:

„Leute sind gerührt und durch das Wort bewegt. Knien am Schrein, getäuscht durch den Wein. […] Kannst du es glauben, Gott lässt dich atmen. Warum hat er sechs Millionen Juden verloren? […] Achte nicht auf das Wort, da du nun gehört hast. Habe keine Angst. Der Mensch ist Menschenwerk.“

Der Titel geht dann ohne Pause in das darauf folgende Infinite Space über.

### Infinite Space
Hier entfaltet sich eine teilweise vom Schlagzeug begleitete Klavierimprovisation in Achteln über einem durchgehaltenen Ostinato – einer Technik, die Emerson schon früher entwickelte – im 7/4-Takt (zusammengesetzt aus je einem 3/4- und einem 4/4-Takt). Nur zweimal wird dieses von rhythmischen Einwürfen in Achteltriolen unterbrochen. Dabei ergeben sich Sekundreibungen und Spannungen zwischen Akkordbrechungen der Oberstimme und den Ostinati der Unterstimme.

### A Time and a Place
A Time and a Place ist ein aggressiver, auf Powerchords und Blueseinwürfen der Hammondorgel (Hörbeispielⓘ) basierender Titel. Lakes Gesang wirkt dabei selten exaltiert und rau.

### Are You Ready Eddy?
Das im Stil des Rock ’n’ Roll der 50er und 60er Jahre gehaltene Are You Ready Eddy? ist dem Toningenieur des Albums Eddy Offord gewidmet. Die im Chor gegebenen Antworten („ready, ready Eddy“), das chaotische an Jerry Lee Lewis erinnernde Klaviersolo sowie das altertümliche Soundbild sind dabei stilecht gehalten.

## Veröffentlichungen und Charterfolge
Das Album erreichte in Großbritannien vom 20. bis 26. Juni den ersten Platz der Hitparade. In Deutschland erreichte es Platz 4 und in den amerikanischen Billboard-Charts Platz 9. Im Pop-Poll des Melody Maker wurde Tarkus 1971 zur LP des Jahres gewählt. Als Single wurde Stones of Years mit A Time and a Place auf der B-Seite veröffentlicht.

## Rezeption
Obwohl es heute als Quintessenz des Progressive Rock gilt, erhielt das Album Tarkus bei seiner Veröffentlichung zunächst gemischte bis negative Kritiken, wie z. B. von David Lebin im Rolling Stone: „Tarkus dokumentiert das Scheitern von drei Künstlern, zu Schöpfern zu werden. Unabhängig davon, wie schnell und wie viele Stile sie spielen können. Emerson, Lake and Palmer werden weiterhin Mittelmäßigkeit wie Tarkus produzieren, bis sie entdecken, was, wenn überhaupt, sie selbst und für sich selbst zu sagen haben.“ Rückblickende Rezensionen fallen dagegen deutlich positiver aus, wie von François Couture auf AllMusic, der Tarkus für „… ein sehr solides Album hält, besonders für die Ohren von Prog-Rock-Fans - ohne akustische Greg Lake-Balladen, ohne langatmige Jazz-Zwischenspiele.“ Couture schlussfolgert: „Vollendeter als das erste Album des Trios, aber nicht ganz so ausgefeilt wie Brain Salad Surgery, ist Tarkus dennoch ein Muss“. Er bewertet es mit 3,5/5 Punkten, dagegen vergaben 1.324 Benutzer sogar 4,5/5 Punkte. Paul Stumps History of Progressive Rock von 1997 lobte den Titelsong des Albums, kritisierte aber dessen „entnervend schwermütigen Texte“, sowie die traditionelle Form der Soli, die auf Downbeats beginnen und enden und Blues-Intonationen verwenden. Zudem mein er, dass die beiden Comedy-Songs Jeremy Bender und Are you Ready Eddie? peinlich gealtert seien.
Deutsche Kritiken fielen positiver aus, wobei auch hier die A-Seite des Albums mit der Suite Tarkus durchweg höher bewertet wird als die B-Seite. Nick Brückner vom Progressive-Rock-Portal Babyblaue Seiten merkt an, dass das Album unter großem Zeitdruck entstanden ist, was man vor allem am Titelsong und bei Eruption hört, die von der Band schlampig und unter mangelnder Synchronizität und teils lustlos gesungenen Texten aufgenommen wurde. Trotzdem wird der Titel Tarkus allgemein als Meilenstein in der Diskographie von ELP, für den Progressive-Rock und bei Longtracks angesehen. Auf den Babyblauen Seiten erhält das Album Bewertungen von 10 bis 12 von 15 Punkten von sechs Rezensenten. Vielen Kritikern missfallen vor allem die Songs Jeremy Bender und Are You Ready Eddy?, die sich nicht so richtig in das Album einreihen wollen, so auch von Rezensent MP von rezensator.de, der Tarkus aber insbesondere wegen seiner A-Seite zu den wichtigsten klassischen Prog-Alben zählt.
In einem Interview sagte Keith Emerson, dass Tarkus eines seiner Lieblingsalben sei, „nicht zuletzt weil der Titelsong ein Eigenleben entwickelt hat“.
Im Juli 2010 kürte die britische Musikzeitschrift Classic Rock Tarkus, ebenso wie Brain Salad Surgery, zu den 50 Musikalben, die den Progressive Rock prägten, und 2015 stufte Sean Murphy vom  internationalen Online-Musikjournal PopMatters Tarkus auf Platz 21 der besten klassischen Progressive-Rock-Alben aller Zeiten ein.

## Titelliste
1. Tarkus – 20:35
  - Eruption (Emerson) – 2:43
  - Stones of Years (Emerson, Lake) – 3:44
  - Iconoclast (Emerson) – 1:15
  - Mass (Emerson, Lake) – 3:11
  - Manticore (Emerson) – 1:52
  - Battlefield (Lake) – 3:51
  - Aquatarkus (Emerson) – 3:59
2. Jeremy Bender (Emerson, Lake) – 1:46
3. Bitches Crystal (Emerson, Lake) – 3:55
4. The Only Way [Hymn] (Emerson, Lake; Thema im Intro und der Bridge aus der Toccata in F und dem Präludium VI von J. S. Bach) – 3:48
5. Infinite Space [Conclusion] (Emerson, Palmer) – 3:18
6. A Time and a Place (Emerson, Lake, Palmer) – 2:57
7. Are You Ready Eddy? (Emerson, Lake, Palmer) – 2:10